# UFC Fight Night: Хант vs. Мир
UFC Fight Night: Hunt vs. Mir (также известно как UFC Fight Night 85) — событие организации смешанных боевых искусств Ultimate Fighting Championship, которое прошло 20 марта 2016 года на спортивной арене Brisbane Entertainment Centre в городе Брисбен, Австралия.

## Положение до турнира

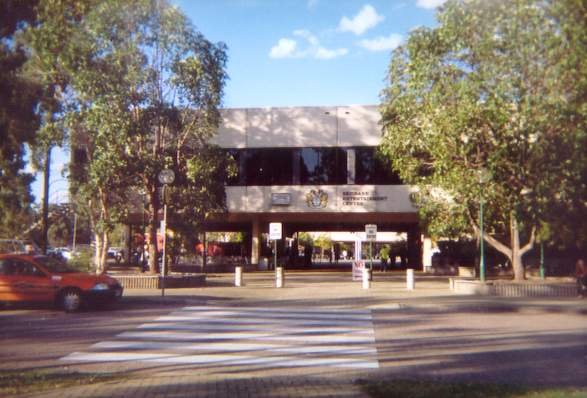
Brisbane Entertainment Centre

Это событие станет вторым по счёт проведённым в Брисбене, предыдущее событие проведённое здесь было так же с участием Марка Ханта, UFC Fight Night: Hunt vs. Bigfoot прошло здесь в декабре 2013.
Главным событием турнира станет бой между двумя тяжеловесами, новозеландцем Марком Хантом и в прошлом двукратным чемпионом UFC в тяжёлом весе Фрэнком Миром. Перед этим боем у Ханта в последних трёх поединках два поражения (Фабрисиу Вердум, Стипе Миочич) и одна победа (Антониу Силва), а у Мира две победы (Антониу Силва, Тодд Даффи) и одно поражение (Андрей Орловский).
Эктор Ломбард вернётся в UFC после годичной дисквалификации за применение стероидов. Его бой против Нила Магни станет вторым главным событием турнира.
Бой в женском минимальном весе между Бек Ролингс и Сео Хи Хам должен был состоятся 15 мая 2015 на UFC Fight Night: Miocic vs. Hunt, однако тогда Сео Хи Хам снялась с боя из-за травмы. Теперь бой назначен на это событие.
Абель Трухильо должен был драться с Россом Пирсоном, однако 12 марта стало известно что у Трухильо проблемы с визой, ему на замену выйдет Чед Лаприз у которого изначально был назначен бой с Аланом Патриком. Дэмиен Браун заменит Лаприса с бою с Патриком.

## Запланированные бои
| Категория                            |                  |      |                       | Способ                                     | Раунд | Время |
| Основные бои (Fox Sports 1)          |                  |      |                       |                                            |       |       |
| Тяжёлый веc                          | Марк Хант        | поб. | Фрэнк Мир             | Нокаут (удар)                              | 1     | 3:01  |
| Полусредний веc                      | Нил Магни        | поб. | Эктор Ломбард         | Технический нокаут (удары)                 | 3     | 0:46  |
| Лёгкий вес                           | Джейк Мэттьюз    | поб. | Джонни Кейс           | Удушающий приём (сзади)                    | 3     | 4:45  |
| Средний вес                          | Дэниел Келли     | поб. | Антониу Карлус Жуниор | Технический нокаут (удары)                 | 3     | 1:36  |
| Средний вес                          | Стив Боссе       | поб. | Джеймс Те-Хуна        | Нокаут (удар)                              | 1     | 0:52  |
| Женский минимальный вес              | Бек Ролингс      | поб. | Сео Хи Хам            | Единогласное решение (30-27, 30-27, 29-28) | 3     | 5:00  |
| Предварительные бои (Fox Sports 1)   |                  |      |                       |                                            |       |       |
| Полусредний веc                      | Алан Джубан      | поб. | Брендан О’Райли       | Технический нокаут (удары локтями и удары) | 1     | 2:15  |
| Полулёгкий веc                       | Дэн Хукер        | поб. | Марк Эддива           | Удушающий приём (гильотина)                | 1     | 1:24  |
| Женский легчайший вес                | Лесли Смит       | поб. | Рин Накай             | Единогласное решение (30-27, 29-28, 29-28) | 3     | 5:00  |
| Полусредний веc                      | Вискарди Андради | поб. | Ричард Уолш           | Единогласное решение (29-28, 29-28, 29-28) | 3     | 5:00  |
| Предварительные бои (UFC Fight Pass) |                  |      |                       |                                            |       |       |
| Лёгкий вес                           | Росс Пирсон      | поб. | Чед Лаприз            | Единогласное решение (30-26, 30-27, 30-27) | 3     | 5:00  |
| Лёгкий веc                           | Алан Патрик      | поб. | Дэмиен Браун          | Раздельное решение (30-26, 30-27, 30-27)   | 3     | 5:00  |

## Награды
Следующие бойцы получили бонусные выплаты в размере $50 000:
- Лучший бой вечера: Джейк Мэттьюз против Джонни Кейса
- Выступление вечера: Марк Хант и Нил Мэгни